# Halte Tietjerk
Tietjerk (afkorting Tj) is een voormalige halte aan de Nederlandse spoorlijn Harlingen - Nieuwe Schans, de spoorlijn van Harlingen - Leeuwarden naar Groningen - Nieuweschans. De halte lag bij Tietjerk tussen de huidige stations Leeuwarden Camminghaburen en Hurdegaryp.

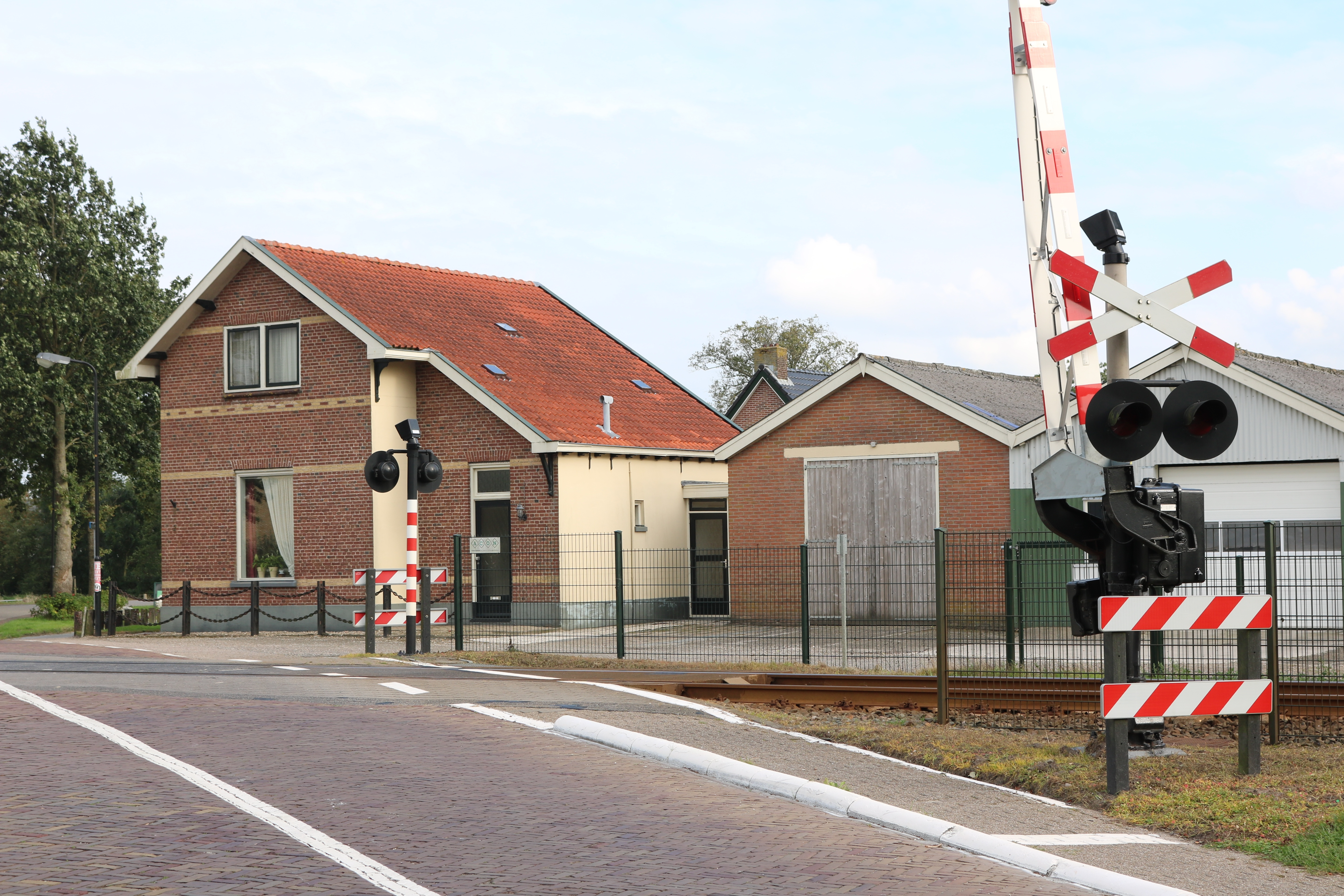
Het stationsgebouw is gesloopt, maar er staat nog wel een wachterswoning